# Florian Ringler
Florian Ringler (* 4. Mai 1856 in Sillian; † 9. März 1934 in Bozen) war ein österreichischer Kupferschmied, Komponist und Zithervirtuose.

## Leben
Bereits als Kind erlernte er das Zitherspiel von seinem Vater, dem Kupferschmiedmeister und Musikanten Jakob Ringler. Als Fünfzehnjähriger kam Ringler nach Meran in die Kupferschmiedelehre. Anschließend begab er sich, wie zahlreiche Kupferschmiede zu seiner Zeit, auf Wanderschaft nach Kärnten und in die Steiermark. 1880 ließ er sich als Kupferschmied in Salzburg nieder. Dort lernte er die ebenfalls aus dem Pustertal stammende Sängerfamilie Pitzinger kennen und unternahm mit ihr als Zitherspieler Konzertreisen durch Europa. 1884 wurde Ringler von der Londoner Royal Academy of Music zu Konzerten eingeladen. Danach lebte er mehrere Jahre als Zitherlehrer in England. Nach seiner Heimkehr gründete er 1890 eine Tiroler Sängergesellschaft, die er 1892 mit der Sängerfamilie Maikl vereinigte. Ab 1896 wirkte Ringler in den Innsbrucker Fremdenkonzerten mit, ab 1900 in eigener Regie. Nachdem er die Leitung der Gruppe seinem Bruder Franz übertragen hatte, lebte er in Meran und erteilte wieder Zitherunterricht. Um 1900 als Kaufmann in Bozen ansässig, wirkte er als Lehrer und als Komponist für die Zither als typisches Tiroler Volksinstrument.
Ringlers Sohn Franz, ebenfalls Komponist, war Mitglied des „Ringler Ensembles“, der „Tiroler National-Sänger- und Schuhplattler-Gesellschaft Ringler aus Sillian“. Dazu schrieb die österreichische Alpenpost im Jahre 1904, Nr. 16, S. 357–361: […] „Die erste Tiroler Sängergesellschaft, die im Innsbrucker Stadtsaal auftrat, war die Gesellschaft Ringler aus Sillian, welche nun schon das 4. Mal im ‚Deutschen Cafe‘ (‚Kraft’s Veranda‘, der erste Konzertsaal Innsbrucks) konzertiert und sich bei Einheimischen und Fremden großer Beliebtheit erfreut. Franz Ringlers Ensemble (Sohn des Florian) weist auserlesene, vorzüglich geschulte Stimmen auf und zeichnet sich durch einen exakten bis in die feinsten Details durchgebildeten Vortrag aus.“
Am 24. September 1911, so war ein Tag zuvor im Kapitel Vergnügungsanzeiger der Innsbrucker Nachrichten zu lesen, fand im Gasthof Grauer Bär in Innsbruck das Saison-Abschiedskonzert der „Tiroler Nationalsänger- und Tänzer-Gesellschaft Ringler“ statt.

## Werke
Von seinen etwa 50 Kompositionen sind besonders die Deutsche Romanze, Unter der Linde und die Depesche aus London beliebt geworden.
- Früh am Morgen, in: Klänge aus Tyrol. Eine Sammlung wohlklingender Kompositionen für die Zither. (1812)[9]
- Unter der Linde, in: Klänge aus Tyrol. Eine Sammlung wohlklingender Kompositionen für die Zither.[10]

### Monatsberichte von Musikpublikationen für die Jahre 1829–1900
November 1885: Ringler, Florian: Klänge aus Tyrol. Eine Sammlung wohlklingender Kompositionen f. Z. Leipzig, Edm. Stoll.
- 22. Zum Gedenken. Lied ohne Worte. Mk 0,60.
- 23. Im Kreise der Freunde. Polka. Mk 0,60.
- 23a. Dasselbe f. 2 Z. Mk 1.
- 24. Gruss aus dem Pusterthal. Marsch. Mk 0,60.
- 24a. Dasselbe f. 2 Z. Mk 1.
- 25. Depesche aus London. Concert-Fantasie. Mk 2.
- 26. Vereins-Gruss. Marsch f. 2 Diskant-, 1 Elegie- u. 1 Streich-Z. Mk 2. – f. 2 Diskant- u. 1 Elegie-Z. Mk 1,50. – f. 2 Diskant-Z. Mk 1. Leipzig, Edm. Stoll.[11]